# Oh, My Regrets
Oh, My Regrets prvi je EP norveškog avangardnog metal sastava Peccatum. EP je 15. kolovoza 2000. godine objavila diskografska kuća Candlelight Records.

## Popis pjesama
| 1.    | »Rise, Ye Humans«                        | 5:10 |
| 2.    | »Oh, My Regrets«                         | 5:59 |
| 3.    | »Blood Red Skies« (obrada Judas Priesta) | 8:00 |
| 19:09 |                                          |      |

## Zasluge
Peccatum
- Ihsahn – vokali, gitara, bas-gitara, klavijature, programiranje, produkcija, miksanje, mastering
- Ihriel – vokali, klavijature, elektronika, programiranje
- Lord PZ – vokali

Dodatni glazbenici
- Per Eriksen – bubnjevi, udaraljke
- Helena Vaage – violina
- Trond Villa – violina, viola

Ostalo osoblje
- Linda Merethe Olsen – naslovnica
- Thorbjørn Akkerhaugen – produkcija, miksanje
- Tom Kvålsvoll – mastering